# Vincent Paulos Kulapuravilai
Vincent Paulos Kulapuravilai (* 22. Januar 1964 in Anakkarai, Distrikt Kanyakumari, Tamil Nadu, Indien) ist Bischof der Eparchie Marthandom.

## Leben
Vincent Paulos Kulapuravilai empfing am 2. Januar 1991 durch den syro-malankara katholischen Erzbischof der Erzeparchie Trivandrum, Benedict Varghese Gregorios Thangalathil OIC, das Sakrament der Priesterweihe.
Am 25. Januar 2010 ernannte ihn Papst Benedikt XVI. zum Bischof der Eparchie Marthandom. Der syro-malankara katholische Großerzbischof von Trivandrum, Isaac Cleemis Thottunkal, spendete ihm am 13. März desselben Jahres die Bischofsweihe; Mitkonsekratoren waren der Erzbischof der Erzeparchie Tiruvalla, Thomas Koorilos Chakkalapadickal, und der Bischof der Eparchie Pathanamthitta, Yoohanon Chrysostom Kalloor. Die Amtseinführung erfolgte am 14. März 2010.